# 2014 FIFAワールドカップ・アフリカ1次予選
このページは、2014 FIFAワールドカップ・アフリカ予選の1次予選の結果をまとめたものである。

## フォーマット
シード順が28位以上のチームは1次予選免除。シード順が29位以下のチーム（24チーム）を2チームずつ12組に分け、ホーム・アンド・アウェー方式で対戦を行う。各勝者が2次予選に進出する。
組み合わせ抽選は、2011年7月30日にブラジル・リオデジャネイロで行われた。組み合わせ抽選の結果はによる。

## シード順
| ポット1 | ポット2 |
| --- | --- |
| モザンビーク コンゴ民主共和国 トーゴ リベリア タンザニア コンゴ共和国 ケニア ルワンダ エチオピア ナミビア ブルンジ マダガスカル | ギニアビサウ 赤道ギニア チャド エスワティニ コモロ レソト エリトリア ソマリア ジブチ モーリシャス セーシェル サントメ・プリンシペ |

## 結果
| 2011年11月11日 17:00 (UTC+4) |

| セーシェル | 0 - 3    | ケニア                              |
|            | レポート | オチェン 41分 · オリエク 75分, 81分 |

| スタッド・リニテ（ヴィクトリア） 観客数: 2,000人 主審: デニス・バッテ |

| 2011年11月15日 16:00 (UTC+3) |

| ケニア                                                        | 4 - 0    | セーシェル |
| マンデラ 20分 · オリエク 36分 · ムラマ 45+1分 · ワンヤマ 75分 | レポート |            |

| ニャヨ国立競技場（ナイロビ） 観客数: 5,000人 主審: ヴィクター・ミゲル・デ・フレイタス・ゴメス |

合計得点7-0でケニアが勝利
| 2011年11月11日 16:00 (UTC+0) |

| ギニアビサウ            | 1 - 1    | トーゴ      |
| ドゥ・カルヴァリョ 38分 | レポート | ガクペ 32分 |

| エスタジオ・リノ・コレイア（ビサウ） 観客数: 3,000人 主審: マラン・ディエディウ |

| 2011年11月15日 15:30 (UTC+0) |

| トーゴ              | 1 - 0    | ギニアビサウ |
| ジョナス 3分 (o.g.) | レポート |              |

| スタッド・ド・ケゲ（ロメ） 観客数: 25,000人 主審: マル・スレイ・モハマドゥ |

合計得点2-1でトーゴが勝利
| 2011年11月11日 15:00 (UTC+3) |

| ジブチ | 0 - 4    | ナミビア                                            |
|        | レポート | ベスター 15分, 52分 · カインビ 50分 · ウリコブ 88分 |

| スタッド・ナショナル・エル・ハジ・ハッサン・グレド（ジブチ市） 観客数: 3,000人 主審: テッセマ・バムラク |

| 2011年11月15日 20:00 (UTC+2) |

| ナミビア                                                | 4 - 0    | ジブチ |
| アイザックス 17分 · カインビ 34分, 58分 · ウリコブ 81分 | レポート |        |

| サム・ヌジョマ・スタジアム（ウィントフック） 観客数: 2,145人 主審: サムエル・チリンダ |

合計得点8-0でナミビアが勝利
|  |

| モーリシャス | w/o | リベリア |
|              |     |          |

|  |

※モーリシャスは、2011年10月31日に大会を棄権した。それに伴い、リベリアが2次予選に進出。
| 2011年11月11日 15:00 (UTC+3) |

| コモロ | 0 - 1    | モザンビーク     |
|        | レポート | ミロ 54分 (pen.) |

| スタッド・サイド・モハメド・シェイク（ミツァミウリ） 観客数: 3,000人 主審: デヴィッド・ジェーン |

| 2011年11月15日 19:00 (UTC+2) |

| モザンビーク                                                    | 4 - 1    | コモロ      |
| ドミンゲス 26分 · シトエ 45分 · ウィスキー 59分 · クレシオ 84分 | レポート | ユスフ 72分 |

| エスタジオ・ド・ジンペト（マプト） 観客数: 10,000人 主審: ルジベ・ルジベ |

合計得点5-1でモザンビークが勝利
| 2011年11月11日 16:00 (UTC+1) |

| 赤道ギニア                           | 2 - 0    | マダガスカル |
| フベナル 23分 (pen.) · ランディ 79分 | レポート |              |

| ヌエボ・エスタディオ・デ・マラボ（マラボ） 観客数: 10,000人 主審: エリック・オトゴ＝カスタヌ |

| 2011年11月15日 16:00 (UTC+3) |

| マダガスカル                              | 2 - 1    | 赤道ギニア      |
| ラジョリマナナ 54分 · ラマナマエファ 90分 | レポート | エリョング 26分 |

| スタッド・ミュニシパル・ド・マアマシナ（アンタナナリボ） 観客数: 5,000人 主審: パルメンドラ・ヌンコー |

合計得点3-2で赤道ギニアが勝利
| 2011年11月12日 15:45 (UTC+3) |

| ソマリア | 0 - 0    | エチオピア |
|          | レポート |            |

| スタッド・ナショナル・エル・ハジ・ハッサン・グレド（ジブチ共和国・ジブチ市） 観客数: 3,000人 主審: モハメド・ハッサン・ウルケ |

| 2011年11月16日 16:00 (UTC+3) |

| エチオピア                                             | 5 - 0    | ソマリア |
| ウクリ 5分 · S.ベケレ 62分, 65分 · ケベデ 87分, 90+2分 | レポート |          |

| アディスアベバ・スタジアム（アディスアベバ） 観客数: 22,000人 主審: メッド・サイード・コルディ |

合計得点5-0でエチオピアが勝利
| 2011年11月11日 20:00 (UTC+2) |

| レソト        | 1 - 0    | ブルンジ |
| ラマベレ 82分 | レポート |          |

| セツォト国立競技場（マセル） 観客数: 5,000人 主審: レインホールド・シコンゴ |

| 2011年11月15日 15:30 (UTC+2) |

| ブルンジ                                   | 2 - 2    | レソト                      |
| アミッシ 29分 · エンディクマナ 88分 (pen.) | レポート | テイル 16分 · モソアナ 22分 |

| スタッド・ドゥ・プランス・ルイ・ルワガソレ（ブジュンブラ） 観客数: 7,200人 主審: アンソニー・ラムジー・ラファエル |

合計得点3-2でレソトが勝利
| 2011年11月11日 15:30 (UTC+3) |

| エリトリア  | 1 - 1    | ルワンダ          |
| テクレ 35分 | レポート | ウザムクンダ 58分 |

| シセロ・スタジアム（アスマラ） 観客数: 6,000人 主審: マハマドゥ・ケイタ |

| 2011年11月15日 15:30 (UTC+2) |

| ルワンダ                                   | 3 - 1    | エリトリア    |
| カレケジ 4分 · イランジ 70分 · ボコタ 79分 | レポート | テドロス 89分 |

| スタッド・アマオロ（キガリ） 観客数: 10,000人 主審: ジョシュア・ボンド |

合計得点4-2でルワンダが勝利
| 2011年11月11日 19:00 (UTC+2) |

| スワジランド      | 1 - 3    | コンゴ民主共和国                                  |
| ショングウェ 63分 | レポート | カルイトゥカ 18分 · エムプトゥ 22分 · ボケセ 72分 |

| ソムホロロ国立競技場（ロバンバ） 観客数: 785人 主審: ジェニー・シカズウェ |

| 2011年11月15日 15:30 (UTC+1) |

| コンゴ民主共和国                                             | 5 - 1    | エスワティニ      |
| エムプトゥ 8分, 49分 · カルイトゥカ 46分, 61分 · ディバ 66分 | レポート | ショングウェ 63分 |

| スタッド・デ・マルティール（キンシャサ） 観客数: 24,000人 主審: ジャン・ミシェル・ムココ |

合計得点8-2でコンゴ民主共和国が勝利
| 2011年11月11日 15:00 (UTC+0) |

| サントメ・プリンシペ | 0 - 5    | コンゴ共和国                                                                  |
|                      | レポート | ミシル 1分 · ドゥニアマ 5分 · モロンガ 27分 · オニアンゲ 54分 · チリムブ 69分 |

| エスタジオ・ナシオナル・ドーゼ・デ・ジューリョ（サントメ） 観客数: 3,000人 主審: ソステネ・ンボカイェ |

| 2011年11月15日 15:30 (UTC+1) |

| コンゴ共和国    | 1 - 1    | サントメ・プリンシペ |
| エンガンガ 56分 | レポート | ガンド 49分          |

| スタッド・ミュニシパル（ポワント＝ノワール） 観客数: 12,000人 主審: ウマル・マハマト |

合計得点6-1でコンゴ共和国が勝利
| 2011年11月11日 16:00 (UTC+1) |

| チャド    | 1 - 2    | タンザニア                  |
| ラボ 16分 | レポート | ンガッサ 11分 · バカリ 80分 |

| スタッド・オムニスポール・イドリス・マハマト・ウヤ（ンジャメナ） 観客数: 10,000人 主審: ブンミ・オグンコラデ |

| 2011年11月15日 16:00 (UTC+3) |

| タンザニア | 0 - 1    | チャド    |
|            | レポート | ラボ 47分 |

| ベンジャミン・ムカパ・ナショナルスタジアム（ダルエスサラーム） 観客数: 42,700人 主審: ハマダ・ナムピアンドラザ |

合計得点2-2、アウェーゴール数2-1でタンザニアが勝利